# Ferrocarril en Mónaco

Mapa ferroviario de Mónaco. La estación actual se indica con el punto verde claro.

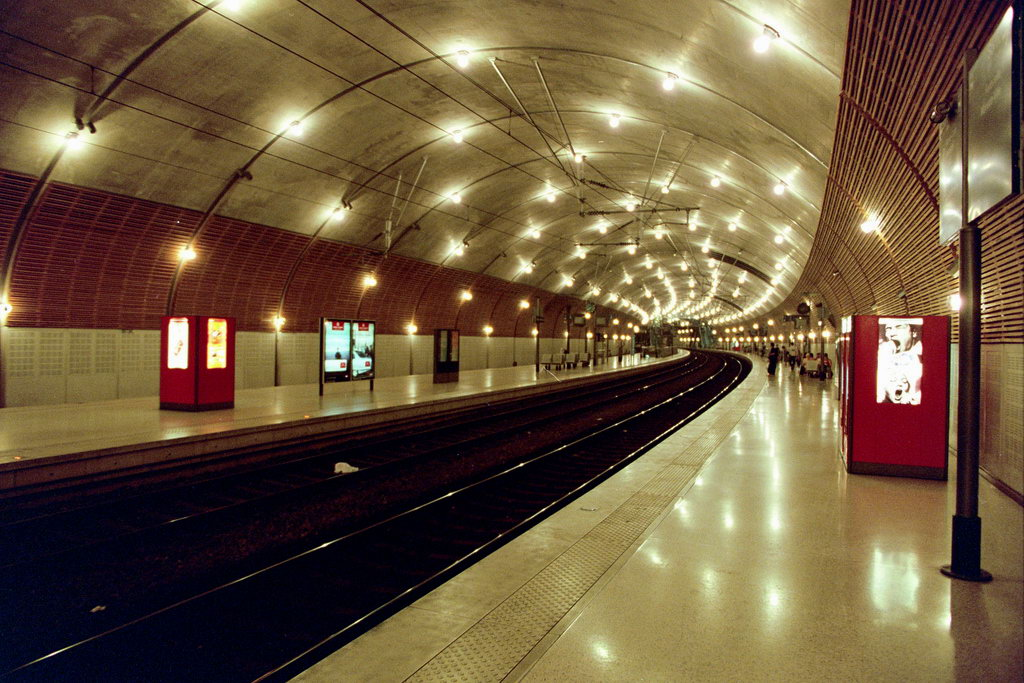
Vista de la estación de Mónaco-Monte Carlo.

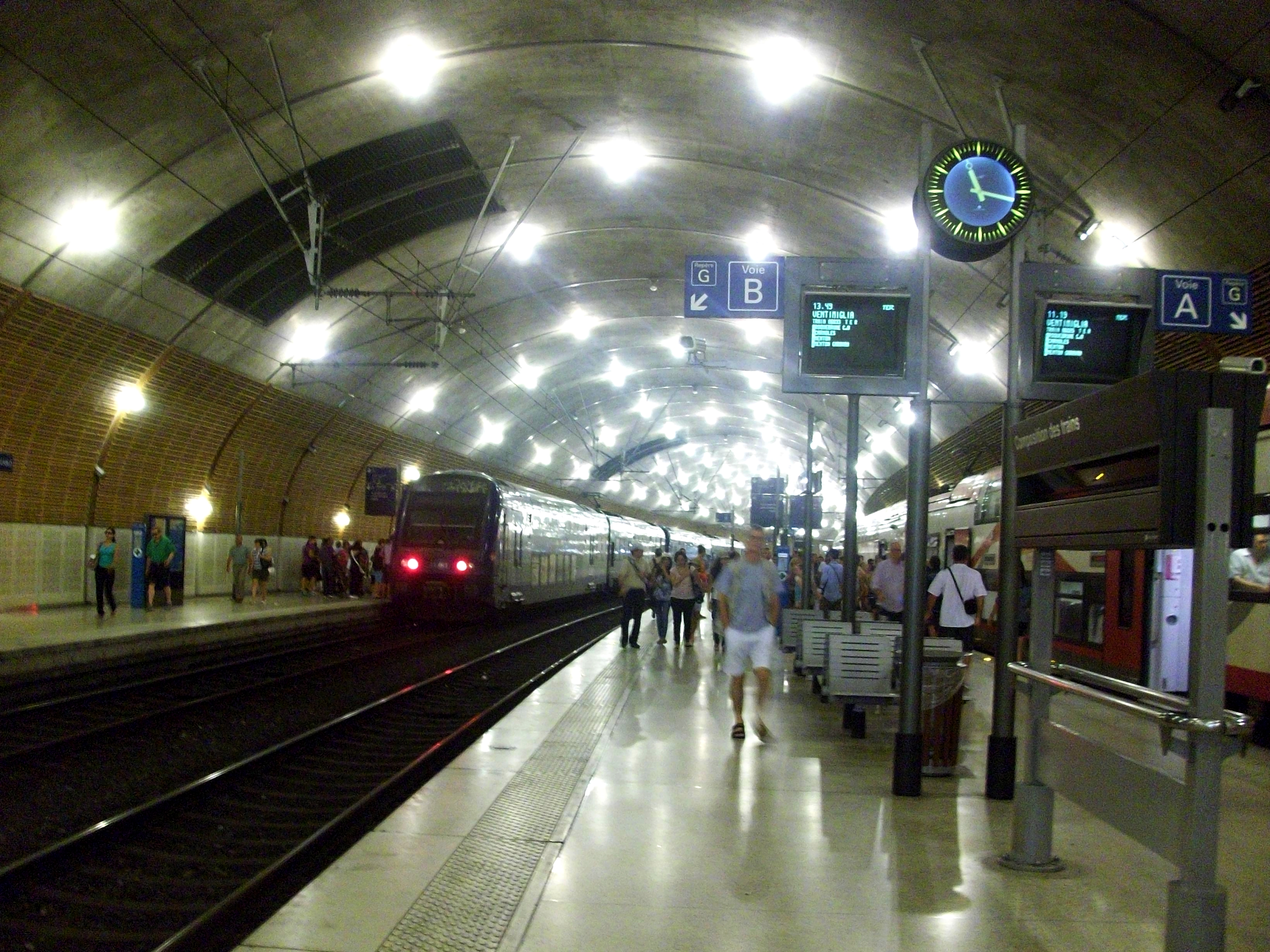
Tren esperando en Mónaco-Monte Carlo.

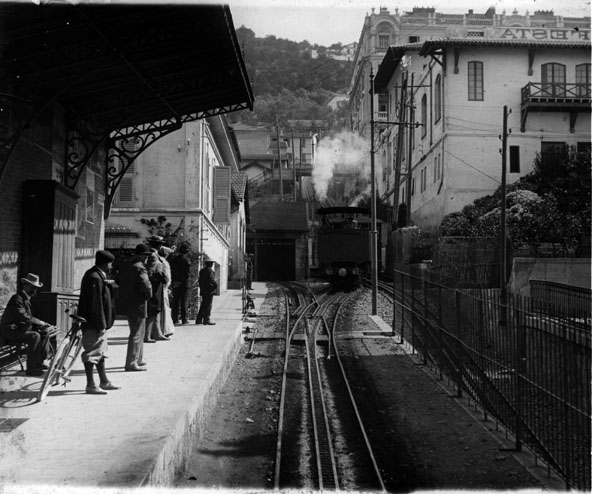
Estación de Monte Carlo del ferrocarril La Turbie-Monte Carlo (1905).

El Principado de Mónaco cuenta actualmente con una única estación de ferrocarril, Mónaco-Monte Carlo, que forma parte de la línea ferroviaria Marsella-Ventimiglia. La estación se inauguró originalmente en 1867, pero fue ampliamente reconstruida en 1999. La longitud del ferrocarril en el Principado es de 1,7 km, lo que convierte a Mónaco en el tercer sistema ferroviario más pequeño del mundo.

## Historia

### Visión general
Originalmente, dos estaciones daban servicio al principado en la línea Marsella-Niza-Ventimiglia: Mónaco y Montecarlo. En la década de 1950 se construyó un nuevo túnel a través de las colinas de Montecarlo evitando dicha estación, lo que provocó su cierre. Posteriormente, la estación de Mónaco pasó a llamarse estación de Mónaco-Monte Carlo.
En la década de 1990, la línea ferroviaria se redirigió completamente bajo tierra. Se construyó una nueva estación subterránea para sustituir a la antigua estación de superficie. La nueva estación de Mónaco - Montecarlo se inauguró el 7 de diciembre de 1999.

### Líneas en desuso
De 1894 a 1932 funcionó un ferrocarril de cremallera de La Turbie a Montecarlo a través de Beausoleil, con una estación (Montecarlo) que daba servicio al Principado.
Mónaco también tuvo un sistema de tranvías entre 1898 y 1931, con la primera línea que unía la Place d'Armes con Saint Roman.

## Sistema
Mónaco no dispone de un servicio de trenes propio; todos los servicios ferroviarios del Principado son operados por la compañía francesa SNCF. Los trenes de la SNCF salen de la estación de Mónaco-Montecarlo cada 15 minutos durante todo el día, aunque los servicios cesan a primera y última hora.
La estación de ferrocarril está situada en la frontera de Moneghetti (Mónaco) y Beausoleil (Francia), cerca del barrio administrativo monegasco de Saint Michel.

## Estaciones de ferrocarril
El cuadro siguiente muestra las estaciones monegascas, las existentes y las que están en desuso:
| Estación                      | Línea                       | Inauguración | Clausura | Ubicación                                          |
| ----------------------------- | --------------------------- | ------------ | -------- | -------------------------------------------------- |
| Mónaco - Monte Carlo          | Marseille-Bueno-Ventimiglia | 1999         |          | 43°44′19″N 7°25′9″E / 43.73861, 7.41917            |
| Monte Carlo (tren cremallera) | La Turbie-Monte Carlo       | 1894         | 1932     | 43°44′29.2″N 7°25′30.2″E / 43.741444, 7.425056     |
| Monte Carlo (SNCF)            | Marseille-Bueno-Ventimiglia | 1868         | 1958     | 43°44′19.17″N 7°25′44.74″E / 43.7386583, 7.4290944 |
| Mónaco                        | Marseille-Bueno-Ventimiglia | 1868         | 1999     | 43°43′57″N 7°25′02″E / 43.73250, 7.41722           |